# کامیکاتا، آئوموری
کامیکاتا، آئوموری (به لاتین: Kamikita) یک منطقهٔ مسکونی در ژاپن است که در ناحیه توهوکو واقع شده‌است. کامیکاتا ۹٬۸۳۰ نفر جمعیت دارد.